# Общество женщин-географов
Общество женщин-географов было основано в 1925 году, в то время, когда женщины были исключены из членства в большинстве профессиональных организаций, таких как Клуб первооткрывателей, который не принимал женщин до 1981 года. Организация базируется в Вашингтоне, округ Колумбия, и насчитывает 500 членов. Группы расположены в Чикаго, Флориде, Лос-Анджелесе, Нью-Йорке и Сан-Франциско.
Общество было организовано четырьмя подругами, Гертрудой Эмерсон Сен, Маргерит Харрисон, Блэр Найлз и Гертрудой Мэтьюз Шелби, чтобы объединить женщин, интересующихся географией, исследованием мира, антропологией и смежными областями. Членство было ограничено женщинами, которые «проделали выдающуюся работу, пополнив мировую базу знаний о странах, на которых они специализируются, и опубликовали в журналах или в виде книг отчёты о своей работе».
Первым президентом общества была Гарриет Чалмерс Адамс, занимавшая этот пост с декабря 1925 по 1933 год. Мэрион Стирлинг Пью дважды была его президентом, в 1960–1963 и 1969–1972 годах. Среди известных участников были: историк Мэри Риттер Берд, фотограф Маргарет Бурк-Уайт, писательница Фанни Херст, альпинистка Энни Смит Пек, антрополог Маргарет Мид, Элеонора Рузвельт и писательница Грейс Галлатин Сетон-Томпсон.

## Золотая Медаль
Высшей наградой общества является Золотая Медаль. Она присуждается участнику, чей «оригинальный, инновационный или новаторский вклад имеет большое значение для понимания мировых культур и окружающей среды».
Первая золотая медаль была вручена Амелии Эрхарт в 1933 году. Медаль была разработана скульптором Люсиль Синклер Дуглас и изображает крылатую богиню победы на дуге мира.
- 2017, Констанца Черути[англ.], Аргентина, высотный археолог, обнаруживший в Андах три сохранившиеся мумии инков[9][10][11].
- 2014, Ребекка Ли[англ.], Гонконг, исследователь полярных регионов — Арктики, Антарктиды, а также горы Эверест, также исследует изменения климата и повышение уровня моря[9][12].
- 2011, Сюзан Шоу[англ.], американский морской токсиколог, документирующая вредное воздействие химических веществ на морскую среду[9][13][14].
- 2008, Лори Маркер[англ.], американский биолог-природоохранник, чей некоммерческий Фонд сохранения гепардов[англ.] и его Международный исследовательский и образовательный центр в Намибии занимаются устранением угроз для видов гепардов, в том числе отсутствием генетической изменчивости и потерей среды обитания[9][15].
- 2005, Таня Этуотер, американский геофизик и морской геолог, изучающий тектонику плит[9][16].
- 1999, Анна Куртениус Рузвельт[англ.], американский археолог, обнаружившая неизвестную доисторическую культуру в пещере Раскрашенная скала (Caverna da Pedra Pintada[англ.]) в бассейне Амазонки, бросает вызов теориям расселения людей[9][17].
- 1996, Пэм Флауэрс, первый человек, преодолевший 2500 миль по североамериканской Арктике, самый длинный одиночный переход женщины на собачьих упряжках[9][18].
- 1996, Натали Гудолл[англ.], биолог американского происхождения за её исследования морских млекопитающих и других видов Огненной Земли, Южная Америка[9][19].
- 1993, Энн Лабастилль[англ.], американский орнитолог и эколог дикой природы за природоохранные работы в горах Адирондак и Центральной Америке[9][20]:160.
- 1993, Кэтрин Салливан, первая американка, вышедшая в космос во время миссии космического корабля «Челленджер» в 1984 году[9][21].
- 1990, Сильвия Элис Эрл, американский морской биолог, за исследования в глубоководных погружениях с миниатюрными подводными лодками и подводными аппаратами[9][22].
- 1990, Джейн Гудолл, английский приматолог и антрополог за новаторские полевые исследования шимпанзе в Танзании[9][23].
- 1987, Фрейя Старк, англо-итальянская исследовательница Ближнего Востока[9].
- 1984, Арлин Блам[англ.], американский химик-биофизик и альпинист, возглавившая первые женские восхождения на Денали (1970 г.), Аннапурну I (1978 г.) и Бхригупант в Индийских Гималаях (1980)[9][24][25].
- 1975, Евгения Кларк[англ.], американский ихтиолог, изучавшая с аквалангом размножение и поведение акул[9][26].
- 1975, Мэри Дуглас Лики, британский палеоантрополог, изучавшая древних гомининов и гоминини в Олдувайском ущелье в Танзании[9][27].
- 1975, Мэрион Стирлинг Пью[англ.], американский археолог, открывшая и исследовавшая гигантские каменные головы ольмеков в Центральной Америке[9][28].
- 1950, Ирен Райт[англ.], американский историк, специалист по морской истории XVI века, исследовавшая связи между Англией, Испанией, Карибами и Америками[9][29].
- 1944, Блэр Найлз[англ.], американская писательница и писатель-путешественник, писавшая о Юго-Восточной Азии, Центральной и Южной Америке. Одна из основателей Общества[9].
- 1942, Маргарет Мид, американский культурный антрополог, работавшая среди первобытных племён на Самоа, Новой Гвинее, и других островах Океании[9][30].
- 1933, Амелия Эрхарт, американский авиатор, первая женщина, перелетевшая через Атлантический океан, 20 мая 1932 года[9][31].